# Tang Xuanzong II
Tang Xuanzong, född 810, död 859, var en kinesisk monark. Han var kejsare av Tangdynastin 846 - 859.